# 12051 Pícha
12051 Pícha eller 1997 JO är en asteroid i huvudbältet som upptäcktes den 2 maj 1997 av den tjeckiske astronomen Lenka Kotková vid Ondřejov-observatoriet. Den är uppkallad efter den tjeckiske meteorologen och amatörastronomen Jaroslav Pícha.
Asteroiden har en diameter på ungefär 7 kilometer.